# Чайтья

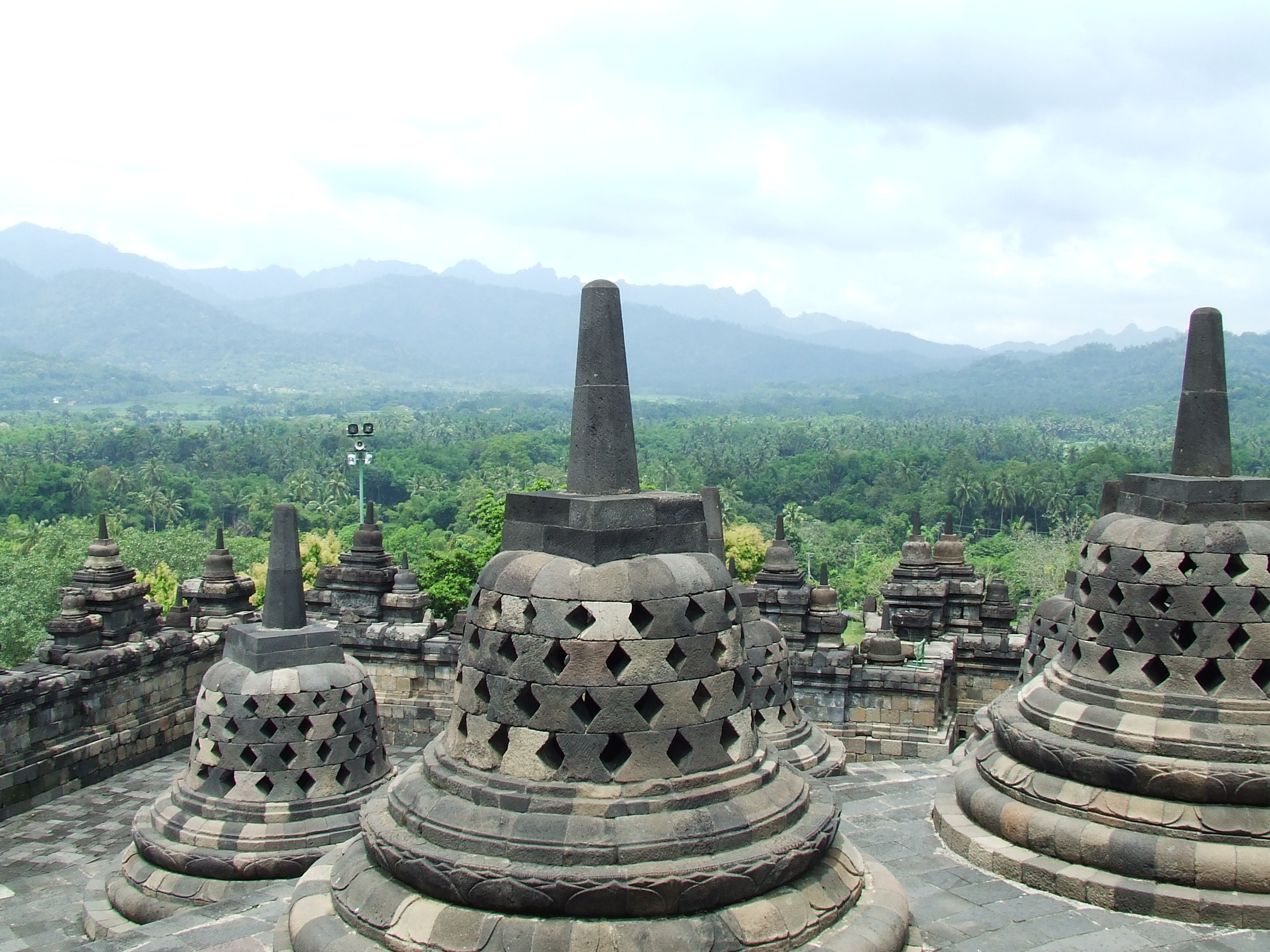
Чайтьи, Боробудур.

Ча́йтья (IAST: caitya, пали cetiya — «огненный алтарь», «костёр») — культовое сооружение в индийской, буддийской и джайнской архитектуре.
Первые чайтьи относятся к временам правления Ашоки Маурьи (III в. до н. э.), когда в Индии произошёл расцвет буддизма и появилась необходимость создавать монументальные памятники. Это храм-молельня в виде вырубленного в скальном массиве продолговатого зала с двумя рядами колонн и ступой, помещённой точно напротив входа в закруглённом конце зала. Позднее чайтьи стали делать и как отдельно стоящее здание (однако это уже позднее: в V—VI вв. н. э.). Архитектурные элементы чайтьи восходят ещё к древнеарийской деревянной архитектуре. В камне имитировались древние конструкции, например, каменные ложные стропила, которые имитировали деревянное покрытие арийских домов. Потолок оформлен гнутыми деревянными ребрами. Выход оформлен часто как «портик» с килевидным завершением, который имитировал подобное же завершение фасадов жилых домов из растительного материала.
Один из древнейших памятников индийской архитектуры этого типа — чайтья в Карли I века до н. э. Внутреннее пространство отдаленно напоминает базилику: вырубленное в скале пространство разделено на три «нефа», отделенные друг от друга рядами колонн с горшковидными базами и сложными капителями (соединение мотивов колокола и цветка лотоса) со скульптурным завершением из группы мужских и женских фигур. В Бхадже (II век до н. э.) внутреннее оформление чайтьи гораздо скромнее: нет скульптурных рельефов, а вместо колонн — простые столбы. Вход в пещеру ничем не закрыт: арка входа равняется высоте её сводов. Среди пещер Аджанты также сохранились древние буддийские чайтьи: например, Пещера № 9 с колоннами, украшенными полосками орнамента, изящным декоративным фризом и ступой, сплошь покрытой рельефами (на ней же — изображение сидящего между двумя полуколоннами Будды).